# Resolutie 1014 Veiligheidsraad Verenigde Naties
Resolutie 1014 van de Veiligheidsraad van de Verenigde Naties werd unaniem aangenomen op 15 september 1995.

## Achtergrond
Na de hoogdagen onder het decennialange bestuur van William Tubman, die in 1971 overleed, greep Samuel Doe de macht. Zijn dictatoriale regime ontwrichtte de economie en er ontstonden rebellengroepen tegen zijn bewind, waaronder die van de latere president Charles Taylor. In 1989 leidde de situatie tot een burgeroorlog, waarin de president vermoord werd. De oorlog bleef nog doorgaan tot 1996.

## Inhoud

### Waarnemingen
De Veiligheidsraad verwelkomde het Abuja-akkoord dat op 19 augustus was ondertekend en de voorgaande akkoorden aanvulde en verduidelijkte. Er was ook een nieuwe Staatsraad, een staakt-het-vuren, een begin aan de ontbinding van de troepen en een tijdsschema voor de uitvoering van het akkoord. Door het akkoord had de ECOMOG-vredesmacht van de ECOWAS bijkomende troepen, uitrusting en logistiek nodig om in heel Liberia toe te zien op de uitvoering van het akkoord, en vooral de ontwapening en demobilisatie.

### Handelingen
De Veiligheidsraad verlengde het mandaat van de UNOMIL-waarnemingsmacht tot 31 januari 1996. De intentie van de secretaris-generaal om 42 extra waarnemers te sturen werd verwelkomd. De lidstaten werden gevraagd om extra fondsen hiervoor, en om bijkomende steun aan ECOMOG. De secretaris-generaal organiseerde zo snel mogelijk een conferentie om die op te halen. Opnieuw werd geëist dat alle fracties in Liberia de status van ECOMOG, UNOMIL en de hulporganisaties respecteerden en dat ze het internationaal humanitair recht naleefden.

## Verwante resoluties
- Resolutie 985 Veiligheidsraad Verenigde Naties
- Resolutie 1001 Veiligheidsraad Verenigde Naties
- Resolutie 1020 Veiligheidsraad Verenigde Naties
- Resolutie 1041 Veiligheidsraad Verenigde Naties (1996)

Lijst ·  970 ·  971 ·  972 ·  973 ·  974 ·  975 ·  976 ·  977 ·  978 ·  979 ·  980 ·  981 ·  982 ·  983 ·  984 ·  985 ·  986 ·  987 ·  988 ·  989 ·  990 ·  991 ·  992 ·  993 ·  994 ·  995 ·  996 ·  997 ·  998 ·  999 ·  1000 ·  1001 ·  1002 ·  1003 ·  1004 ·  1005 ·  1006 ·  1007 ·  1008 ·  1009 ·  1010 ·  1011 ·  1012 ·  1013 ·  1014 ·  1015 ·  1016 ·  1017 ·  1018 ·  1019 ·  1020 ·  1021 ·  1022 ·  1023 ·  1024 ·  1025 ·  1026 ·  1027 ·  1028 ·  1029 ·  1030 ·  1031 ·  1032 ·  1033 ·  1034 ·  1035